# II Zakon franciszkański
II Zakon franciszkański, pot. klaryski to grupa zakonów żeńskich odwołujących się w swym charyzmacie i ustawodawstwie do postaci św. Franciszka i Klary z Asyżu i należąca do rodziny zakonów franciszkańskich. Siostry żyją według Reguły św. Klary, zatwierdzonej przez papieża Innocentego IV w 1253 r., bądź Reguły papieża Urbana IV (1263) Klasztory II Zakonu znajdują się pod opieką braci I Zakonu franciszkańskiego.

## Podział
Nazwa zakon jest nieprecyzyjna. Obejmuje ona szereg klauzurowych instytutów żeńskich, złączonych wspólnym charyzmatem i pochodzeniem. Należą do nich:
- Ubogie Siostry Świętej Klary, pot. klaryski
- Koletanki
- Klaryski kapucynki, pot. kapucynki
- Koncepcjonistki
- Anuncjantki
- Klaryski od wieczystej Adoracji

Po II wojnie światowej upowszechniła się forma federacji klasztorów sióstr. Obecnie niewiele jest klasztorów, które nie wchodziłyby w skład jakiejś federacji klarysek. 
Według danych z 1994 r. na całym świecie istniało: 588 klasztorów na Regule św. Klary, 119 klasztorów urbanistek, 58 – koletanek, 184 – klarysek kapucynek, 165 – koncepcjonistek. Brak dokładnej statystyki odnośnie do liczby sióstr.

## Historia
Początki Zakonu Ubogich Sióstr wiążą się z osobą św. Klary Offreduccio, która w nocy z 18 na 19 marca 1212 otrzymała welon z rąk św. Franciszka, ślubując mu posłuszeństwo. Pierwszym stałym miejscem ich pobytu był klasztor św. Damiana pod Asyżem. Trudno powiedzieć z całą pewnością, jaki styl życia prowadziły pierwsze klaryski. Z Legenda Maior (12, 2) wynika, że było to życie kontemplacyjne, różniło się jednak od życia innych kontemplacyjnych zakonów żeńskich. Ubogie Panie - jak je zwano - nie przyjmowały żadnych stałych dochodów utrzymując się z pracy rąk. 
Sobór laterański IV nakazał ujednolicenie prawodawstwa zakonnego; klaryski miały przyjąć Regułę św. Benedykta, a Klara – otrzymać tytuł ksieni (opatki). Było to wbrew zamierzeniom samej założycielki, pragnącej zachować ducha ubóstwa, bez uposażeń i własności. Z inicjatywy kard. Hugolina klasztorowi św. Damiana i innym wspólnotom (nazywanym damianitkami) zostały narzucone przepisy wzięte od cysterek, z pominięciem idei franciszkańskich. Kardynał już jako papież Grzegorz IX dokładał starań, by klaryski przyjmowały stałe dochody i posiadłości; zaledwie kilka wspólnot wyłamało się spod tego prawa, uzyskując przywilej ubóstwa. Były to klasztory: klasztor św. Damiana w Asyżu, klasztor w Perugii,  klasztor Monticelli we Florencji, oraz klasztor w Pradze.
W latach 40. XIII w. podstawą prawną funkcjonowania klarysek była Reguła św. Franciszka, a II Zakon niejako włączony do I Zakonu franciszkańskiego. Zainspirowana tym św. Klara pisze własną Regułę, opartą na Regule niezatwierdzonej św. Franciszka. Papież Innocenty IV zatwierdza ją 9 sierpnia 1253, na dwa dni przed śmiercią Założycielki. Reguła ta, o tytule: Sposób życia Zakonu Sióstr Ubogich założonego przez św. Franciszka, zwana Regułą św. Klary, dotyczyła jedynie mniszek z klasztoru św. Damiana w Asyżu. Dla pozostałych klasztorów mniszek-klarysek normatywną stała się Reguła Urbana IV, ułożona przez kard. Gaetano Orsini i zatwierdzona przez Urbana IV w 1263. Reguła Urbana IV ustaliła nazwę zakonu: Zakon Świętej Klary, OSC. Definitywnie siostry zostały podzielone na dwie rodziny: klaryski czyli Ubogie Siostry Świętej Klary, zwane „klaryskami pierwszej Reguły” oraz klaryski-urbanistki czyli Zakon Świętej Klary, zwane „klaryskami drugiej Reguły”. Między tymi rodzinami klarysek istniała jednak więź duchowa, wyrażająca się w listach okólnych. Obie rodziny otrzymały klauzurę papieską i opiekę kapelanów I Zakonu. 
W chwili śmierci Klary istniało już łącznie 111 klasztorów, a w 1300 – 413. Liczbę sióstr szacuje się w owym czasie na 15 tys. Liczne były owoce świętości pierwszego wieku istnienia II Zakonu: 11 świętych i błogosławionych.
Ruch obserwancki w łonie I Zakonu wywarł też wpływ na siostry, owocując podobną mozaiką form życia franciszkańskiego. We Francji reformą klasztorów – odrzucenia wpływów monastycyzmu benedyktyńskiego i powrotu do życia opartego na Ewangelii - zajęła się św. Koleta. W momencie jej śmierci (1447) istniały już 22 zreformowane klasztory. O ważności tej reformy świadczy fakt, iż pociągnęła ona za sobą reformę klasztorów I Zakonu, rodząc odłam zwany koletanami. We Włoszech na Regułę św. Klary przechodziły liczne klasztory urbanistek oraz tercjarek regularnych. W Hiszpanii istniały dwie niezależne gałęzie „sióstr bosych”, a w Neapolu narodziły się klaryski kapucynki (1538). 
Należy jeszcze wspomnieć o dwóch gałęziach kontemplacyjnych, przez swą duchowość i okoliczności powstania włączonych integralnie w II Zakon franciszkański. Są to: koncepcjonistki, założone w Portugalii przez św. Beatrycze Meneses z Silva (zm. 1492), początkowo na regule cysterek, potem przeniesione na Regułę św. Klary, oraz anuncjatki, założone we Francji przez św. Joannę z Valois i jej spowiednika Gabriela Marię (zm. 1532), obserwanta. 
W 1700 r. istniało około 1100 klasztorów wszystkich gałęzi II Zakonu. Ruch likwidacji klasztorów związany z prądami oświecenia spowodował spore straty, doprowadzając w niektórych krajach do totalnej kasaty klasztorów. W drugiej poł. XIX w. pojawiły się tendencje odnowy. Jednym z licznych zgromadzeń powstałych w tamtym czasie są Ubogie Klaryski od Wieczystej Adoracji, powiązane z kapucynami.